# Гази-Юрт
Га́зи-Юрт (ингуш. Гӏа́зи-Коа) — село в Назрановском районе Республики Ингушетия.
Образует муниципальное образование «сельское поселение Гази-Юрт», как единственный населённый пункт в его составе..

## География
Село расположено на правом берегу реки Сунжа, в 1,5 км к северо-востоку от районного центра — города Назрань и в 9 км к северу от города Магас.
Ближайшие населённые пункты: на юго-западе — город Назрань, на западе — село Барсуки, на севере — село Плиево, на северо-востоке — село Яндаре, на юго-востоке — село Сурхахи и на юго-западе — село Экажево.

## История
Согласно одной из официальных версий, на территории в том числе селения Гази-Юрт (Гази-Коа) находился древний Магас — столица средневекового полиэтничного государства Алании, в состав которого входила территория современной Ингушетии. Речь идёт о комплексе древних городищ «Яндаре—Гази-Юрт—Экажево—Али-Юрт—Сурхахи», который представляет собой единый укреплённый район раннесредневековых городищ-крепостей и множество поселений между ними. На территории этих современных ингушских селений зафиксировано около 30 городищ, многочисленные поселения, соединяющие их между собой оборонительные рвы, многочисленные погребальные памятники аланского периода.
Укреплённый район городищ находится на естественной возвышенности, удобной для обороны. С запада и с севера протекают (в те времена бывшие более многоводными и менее проходимыми) реки Сунжа и Назранка, еще немного севернее находится Сунженский хребет, с востока данный район защищает глубокое Ассинское ущелье, с юга — лесистые хребты Чёрных гор. Естественные рубежи обдуманно и крепко усилены сторожевыми пунктами и городищами-крепостями, находящимися в пределах зрительной связи. Городища образуют несколько оборонительных поясов вокруг центральной части, где в урочище «Эрз-эли» («Камышовая балка») расположено наиболее крупное городище «Хатой-Борз» — предположительно бывшее цитаделью древнего Магаса. Общая площадь всего укрепленного района достигает более сотни квадратных километров.
Непосредственно в Гази-Юрте, на северной окраине села археологами были найдены «Гази-Юртовское городище № 1 — «Йи1ий боарз»» и в черте села — «Гази-Юртовское городище № 2».
В 1944 году после депортации ингушей и упразднения Чечено-Ингушской АССР, селение Гази-Юрт было переименовано в — Заречное. После восстановления Чечено-Ингушской АССР, в 1958 году населённому пункту было возвращено его прежнее название — «Гази-Юрт».
15 июля 2009 года в Гази-Юрте была убита российская журналистка и правозащитница — Наталья Эстемирова.

## Население
| 2006  | 2007  | 2008  | 2009  | 2010  | 2011  | 2012  |
| ----- | ----- | ----- | ----- | ----- | ----- | ----- |
| 2838  | ↗2861 | ↗2910 | ↗2946 | ↘1650 | ↗1656 | ↗1678 |
| 2013  | 2014  | 2015  | 2016  | 2017  | 2018  | 2019  |
| ↗1703 | ↗1829 | ↗1871 | ↗1891 | ↗1899 | ↗1917 | ↗1953 |
| 2020  | 2021  | 2023  | 2024  | 2025  |       |       |
| ↗1995 | ↗2533 | ↗2585 | ↗2622 | ↗2699 |       |       |

Национальный состав
По данным Всероссийской переписи населения 2010 года:
| № | Национальность | Численность, чел. | Доля    |
| - | -------------- | ----------------- | ------- |
| 1 | ингуши         | 1 626             | 98,55 % |
| 2 | другие         | 24                | 1,45 %  |

## Инфраструктура
В селе функционируют:
- Дом Администрации[20]
- Гази-Юртская муниципальная средняя общеобразовательная школа[21].